# Thomas Egerton, 1:e viscount Brackley
Thomas Egerton, 1:e viscount Brackley, född omkring 1540, död 15 mars 1617, var en engelsk statsman.
Egerton var av oäkta börd, men lyckades slå sig fram genom sin envetenhet. Han blev 1581 solicitor general och 1586 medlem av domstolen över Maria Stuart. Mot slutet av Elisabeths regering blev Egerton till gagnet, om än inte till namnet, lordkansler och hörde till hennes mest betrodda rådgivare. Jakob I upphöjde 1603 Egerton till baron Ellesmere och lordkanser och hade i honom ett gott stöd. Egerton skaffade kanslerdomstolen equity-domsrätt allmänt erkännande. År 1616 utnämndes han till viscount. Han sägs ha varit en av sin tids mest omutbara domare.